# Chatsworth (Ontario)
Chatsworth es un municipio canadiense situado en la provincia de Ontario.

## Superficie
Chatsworth tiene una superficie de 594,44 km².

## Demografía
En 2021, tenía 7080 habitantes, una densidad poblacional de 11,9 hab./km², y 3094 viviendas.